# Campionatul de Fotbal al României 1913/1914
Pátý ročník Campionatul de Fotbal al României (Rumunského fotbalového mistrovství) se konal od 1. května do 11. května 1914. Oficiální název zněl Cupa Hans Herzog 1914.  
Turnaje se zúčastnily jen tři kluby v jedné skupině. Titul získal podruhé ve své klubové historii a obhájce minulého ročníku Colentina AC Bukurešť.